# Feralpisalò
Feralpisalò – włoski klub piłkarski zlokalizowany w Salò. Powstał w 2009 roku. W sezonie 2024/2025 zespół występuje w Serie C.

## Historia
Feralpisalò powstał w 2009 roku w wyniku fuzji dwóch klubów piłkarskich (AC Salò i AC Feralpi Lonato) i przystąpił w sezonie 2009/2010 do rozgrywek Lega Pro Seconda Divisione (IV poziom rozgrywkowy). Premierowy sezon drużyna z Lombardii zakończyła na 4. miejscu w grupie A, co pozwoliło na udział w barażach. W nich przegrała jednak z AC Legnano. Kolejny sezon to ponowny udział w barażach o awans (2. miejsce w grupie A), które tym razem zakończyły się sukcesem – Feralpisalò uzyskało promocję do Lega Pro Prima Divisione. Po awansie drużyna spędziła na III szczeblu (na początku Lega Pro Prima Divisione, potem Lega Pro, a na końcu Serie C) 12 sezonów, które kończyły się przeważnie miejscem w górnej połowie tabeli. W sezonie 2022/2023 Feralpisalò udało się wygrać grupę A rozgrywek Serie C, co pozwoliło na pierwszy w historii awans do Serie B (II poziom rozgrywkowy). Na tym poziomie zespół spędził jeden sezon, po którym spadł do Serie C zajmując 19. pozycję w tabeli.
Po sezonie 2024/2025 zakończonym na 3. miejscu w grupie A Serie C klub został przeniesiony do Brescii, w wyniku czego jego nazwa została zmieniona na Union Brescia. Zmiany te zostały spowodowane upadkiem Brescii Calcio w 2025 roku.

## Bilans ligowy
| Sezon     | Liga                                 | Poziom ligowy | Miejsce w tabeli | Punkty | Uwagi                    |
| --------- | ------------------------------------ | ------------- | ---------------- | ------ | ------------------------ |
| 2009/2010 | Lega Pro Seconda Divisione (grupa A) | IV            | 4/18             | 57     | przegrane baraże o awans |
| 2010/2011 | Lega Pro Seconda Divisione (grupa A) | IV            | 2/17             | 57     | awans po barażach        |
| 2011/2012 | Lega Pro Prima Divisione (grupa B)   | III           | 13/18            | 38     |                          |
| 2012/2013 | Lega Pro Prima Divisione (grupa A)   | III           | 9/17             | 43     |                          |
| 2013/2014 | Lega Pro Prima Divisione (grupa A)   | III           | 9/16             | 41     | przegrane baraże o awans |
| 2014/2015 | Lega Pro (grupa A)                   | III           | 6/20             | 56     |                          |
| 2015/2016 | Lega Pro (grupa A)                   | III           | 8/18             | 50     |                          |
| 2016/2017 | Lega Pro (grupa B)                   | III           | 8/20             | 53     | przegrane baraże o awans |
| 2017/2018 | Serie C (grupa B)                    | III           | 6/19             | 49     | przegrane baraże o awans |
| 2018/2019 | Serie C (grupa B)                    | III           | 4/20             | 62     | przegrane baraże o awans |
| 2019/2020 | Serie C (grupa B)                    | III           | 6/20             | 44     | przegrane baraże o awans |
| 2020/2021 | Serie C (grupa B)                    | III           | 5/20             | 60     | przegrane baraże o awans |
| 2021/2022 | Serie C (grupa A)                    | III           | 3/20             | 69     | przegrane baraże o awans |
| 2022/2023 | Serie C (grupa A)                    | III           | 1/20             | 71     | awans                    |
| 2023/2024 | Serie B                              | II            | 19/20            | 33     | spadek                   |
| 2024/2025 | Serie C (grupa A)                    | III           | 3/20             | 72     | przegrane baraże o awans |